# Curling vid olympiska vinterspelen för ungdomar 2024
Curling vid olympiska vinterspelen för ungdomar 2024 arrangerades i Gangneung curlingcenter i Gangneung i Sydkorea mellan den 20 januari och 1 februari 2024.

## Medaljörer
| Gren                  | Guld                                                             | Silver                                                               | Brons                                                             |
| Mixat lag Detaljer... | Storbritannien Logan Carson Tia Laurie Archie Hyslop Holly Burke | Danmark Jacob Schmidt Katrine Schmidt Nikki Jensen Emilie Holtermann | Schweiz Nathan Dryburgh Alissa Rudolf Livio Ernst Jana Soltermann |
| Mixdubbel Detaljer... | Storbritannien Callie Soutar Ethan Brewster                      | Danmark Katrine Schmidt Jacob Schmidt                                | USA Ella Wendling Benji Paral                                     |

## Medaljtabell
*   Värdland ( Sydkorea)
| Nr                  | Nation              | Guld | Silver | Brons | Totalt |
| ------------------- | ------------------- | ---- | ------ | ----- | ------ |
| 1                   | Storbritannien      | 2    | 0      | 0     | 2      |
| 2                   | Danmark             | 0    | 2      | 0     | 2      |
| 3                   | USA                 | 0    | 0      | 1     | 1      |
| 3                   | Schweiz             | 0    | 0      | 1     | 1      |
| Totalt (4 nationer) | Totalt (4 nationer) | 2    | 2      | 2     | 6      |